# Góry Wschodnie
Góry Wschodnie (także Góry Wschodniokamczackie; ros. Восточный хребет, Wostocznyj chriebiet) – łańcuch górski w azjatyckiej części Rosji, na półwyspie Kamczatka. Rozciąga się z północnego wschodu na południowy zachód na długości około 800 km (szerokości 60–120 km) wzdłuż wschodniego wybrzeża półwyspu. Oddzielony jest od równoległego łańcucha Gór Środkowych doliną rzeki Kamczatka. 
Góry Wschodnie dzielą się na kilka pasm. Licząc od  północnego wschodu są to pasma: Kumrocz (2346 m), Tumrok (2485 lub 2334 m), Wałaginskij chriebiet (1794 m) i Ganalskij chriebiet (2277 m). Według niektórych publikacji do Gór Wschodnich zalicza się też grupę Kluczewskiej Sopki (4750 m) leżącej na zachód od pasma Kumrocz i pasmo Gamczen (2576 m) leżące na wschód od pasma Tumrok.
Najwyższym szczytem Gór Wschodnich (nie licząc grupy Kluczewskiej Sopki i pasma Gamczen) jest wulkan Kizimen mający wysokość 2485 m (2334 m) i leżący na południowym krańcu pasma Tumrok.
Góry zbudowane głównie ze skał osadowych, metamorficznych i magmowych. Wiele czynnymi wulkanów, m.in. Kizimen i Karymskaja Sopka. W dolnych partiach gór występują lasy liściaste oraz zarośla limbowe i olchowe. Powyżej 1000 m tundra wysokogórska oraz liczne lodowce.  
W środkowej części Gór Wschodnich znajduje się Kronocki Rezerwat Biosfery z Doliną Gejzerów.

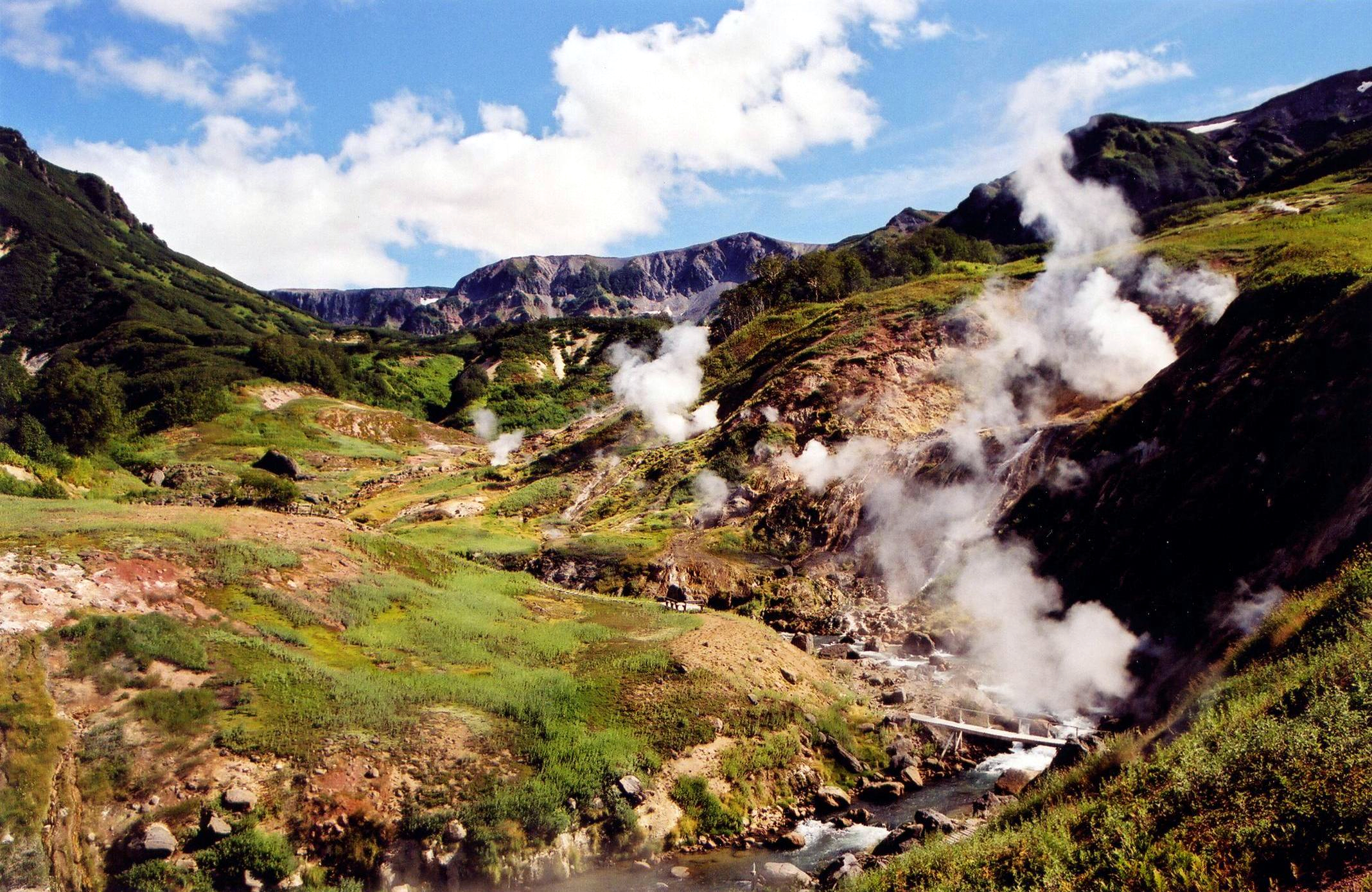
Dolina Gejzerów